# Victor Löw
Victor Löw (Amesterdã, 25 de agosto de 1962) é um ator holandês. Ele desempenhou seu primeiro pequeno papel em The Northerners. Depois disso, atuou em vários filmes, incluindo três filmes indicados ao Oscar, Antonia's Line (1995), Karakter (1997) e Iedereen beroemd! (2000).

## Filmografia parcial
- The Northerners (1992)
- The three best things in life (1992)
- Antonia's Line (1995)
- Character (1997)
- No trains no planes (1999) (TV)
- Do not disturb (1999)
- Everybody's Famous! (2000)
- Lek (2000)
- Costa! (2001)
- The Enclave (2002) (TV)
- Supertex (2003)
- Stille Nacht (2004)
- For a few marbles more (2006) (voz)
- Reykjavík-Rotterdam (2008)
- Daylight (2013)
- Michiel de Ruyter (2015)[2]